# Культурный посёлок Ласпи
Культурный посёлок Ласпи — неосуществлённый проект 1910-х годов по созданию курортного посёлка на Южном берегу Крыма в бухте Ласпи.

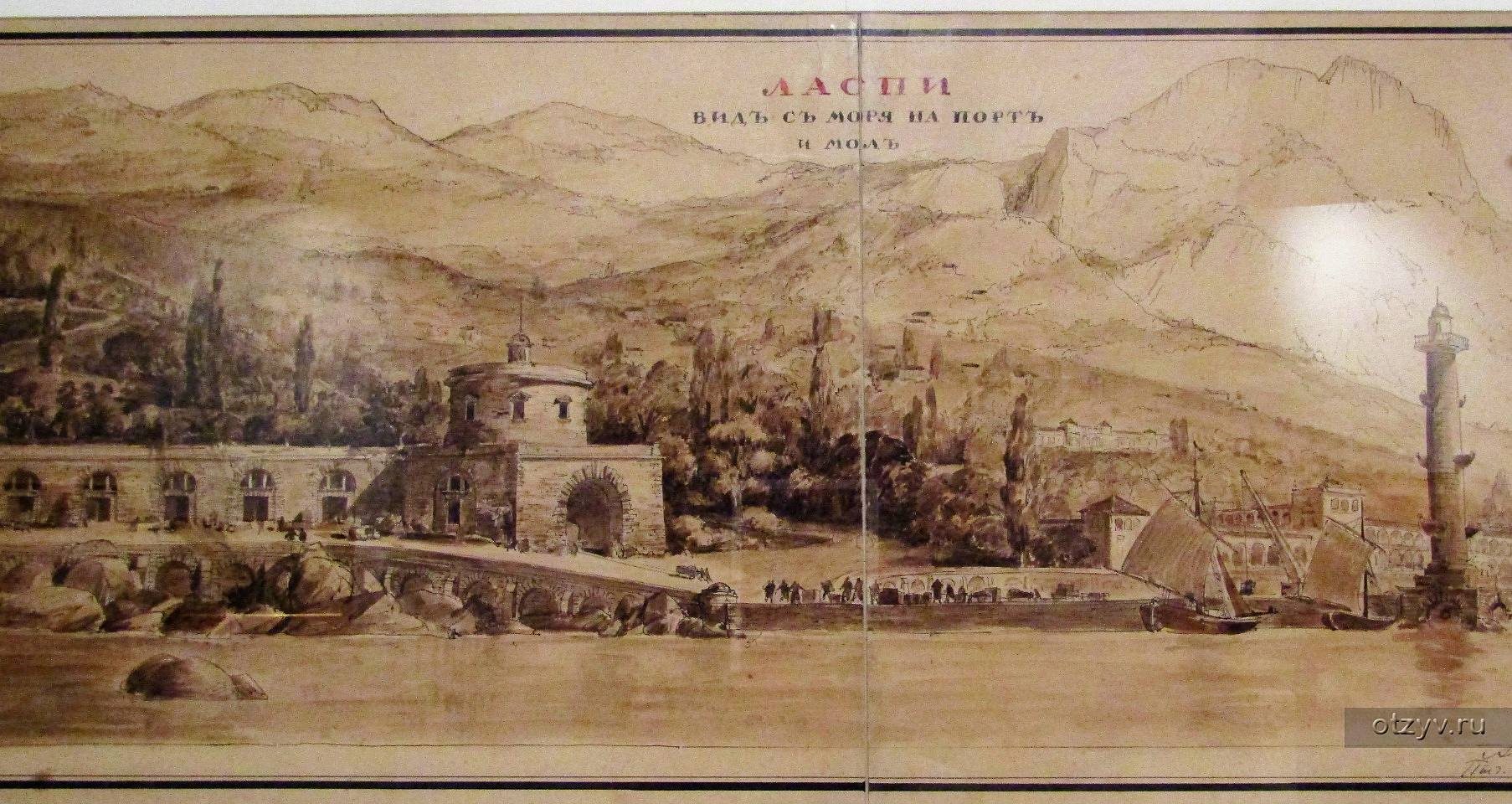
Проект города-сада Ласпи И. А. Фомина.

## Проект
В январе 1915 года, в Таврическом дворце Петрограда на всероссийском «Съезде по улучшению лечебных местностей и учреждений» постановили, что в условиях вызванной войной изоляции приоритетным становится развитие отечественных курортов. Результатом съезда стало появление проектов новых курортов в Крыму и на Кавказе, в том числе, в 1915 году, города-сада Ласпи.
Организатором создания «Культурного посёлка Ласпи» стал некто В. А. де-Плансон (имеет ли отношение к владивостокскому архитектору В. А. Плансону — неизвестно), в 1915 году приобрёвший право очень дёшево купить имение Ласпи Вассалов, площадью 744 десятины (по другим данным площадь имения была 740 десятин, либо 706 десятин) за 1 800 000 рублей — по 1 рублю за квадратную сажень (в Симеизе, или Алупке квадратная сажень удалённой от моря земли стоила 10 рублей, во втором ряду — до 75 рублей). Для привлечения средств де-Плансон учреждает в Петербурге акционерное «Общество Крымских климатических станций и морских купаний» с основным капиталом в 3 000 000 рублей.

Заведующим акционерного общества был избран некто Г. Колпинский (по другим данным — Г. И. Капинский). Проект нового города-сада поручили известному архитектору, академику И. А. Фомину. Современные исследователи очень высоко оценивают работу Фомина
…по широте и мастерству исполнения замысел Ласпи выходит далеко за рамки частного задания, являясь отражением новейших прогрессивных устремлений передовых зодчих своего времени
 Акционерное общество собиралось провести в посёлке водопровод, устроить канализацию и освещение, проложить хорошие шоссейные дороги, построить комфортабельную гостиницу и несколько домов для приезжающих, хорошо оборудовать пляж, установить автомобильное сообщение с Севастополем и морем с Балаклавой, учредить яхт-клуб. Фомин детально прорисовал более ста сооружений в неоклассическом стиле в каждом из четырёх районов будущего города, в котором, в одноэтажных усадебных домах должны были жить четыре с половиной тысячи человек. Посёлок, в плане сообщения с внешним миром, привязывался к будущей железной дороге.

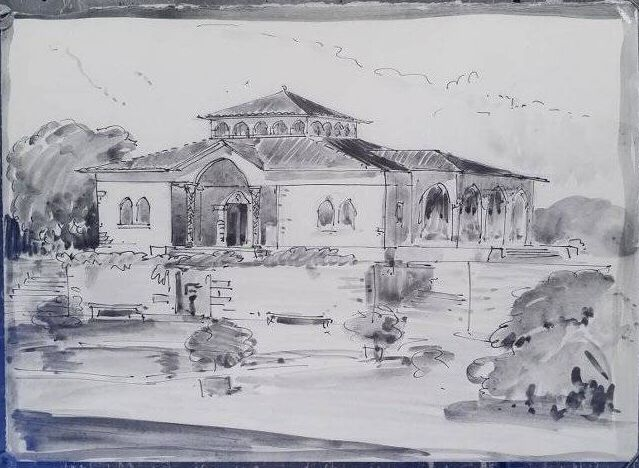
Проект жилого корпуса.
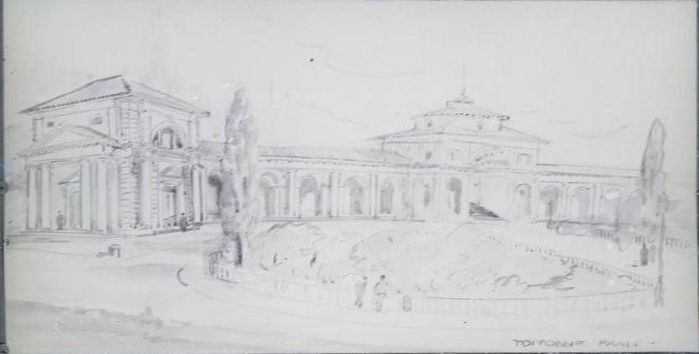
Эскиз торговых рядов.
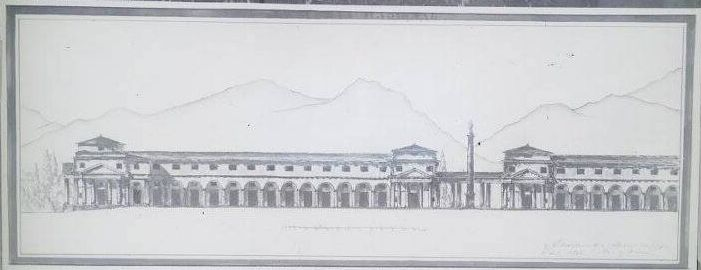
Эскиз торговой площади.
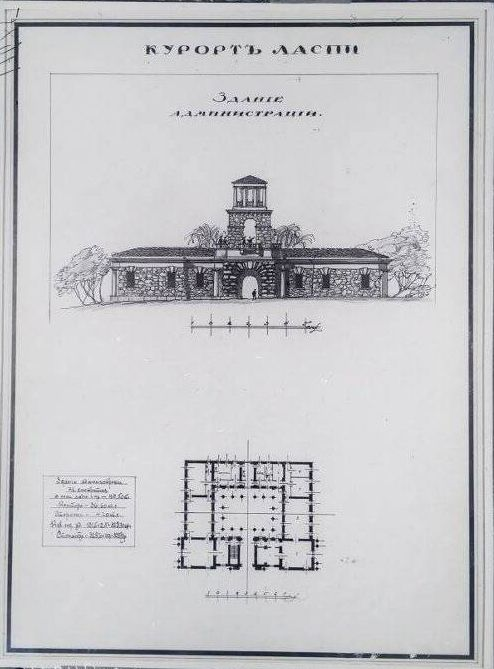
Фасад здания администрации.
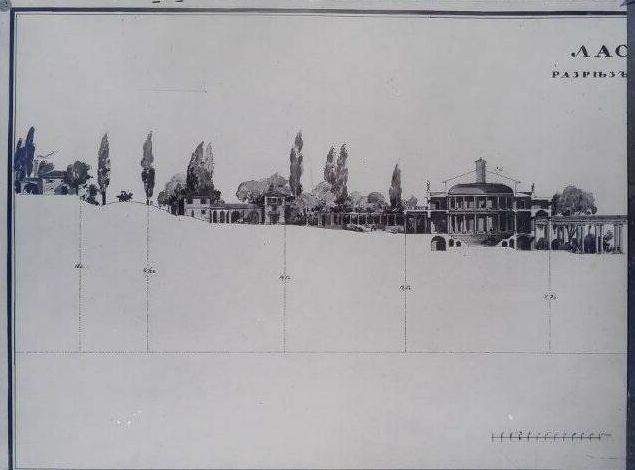
Проект казино.

## Участники общества
В состав общества вошли «лица интеллигентного труда и свободных профессий», всего 248 человек, объединённых идеей организовать в Ласпи отвечающий последнему слову техники и культуры курорт. Земли будущего города разделили на три категории: не пригодные для заселения и общественного использования; для общественного пользования (дороги, улицы, парки, площади, пляжи и пр.); под дачные участки. В имении планировалось множество парков и бульваров, соединяющие районы поселения с центром «по возможности пешеходными путями сообщения». В общественной части выделялась «курзальная часть», у бухты и главного приморского парка (курзал с театральным и концертным залами, рестораны, гостиницы, морские общественные купальни, ванное заведение с гидро-, электро-, механо-терапевтическими лечебными отделениями и др.). В административно-торговой части, которую планировалось разместить вокруг трёх площадей поселения: «Площади администрации», «Торговой площади» и «Площади гимназии», должны были разместиться управления курортов, почта, библиотека, аптека, рынок, торговые ряды, места для частных коммерческих предприятий. Предусматривались среднее учебное заведение, 2—3 низших школы, приморский и горный санатории на 100 мест каждый, церковь и кладбище. Также спланировали вспомогательные службы: казармы и жилые помещения для служащих, общественный гараж, конюшню, прачечную, чёрный и постоялый дворы, хлебопекарню, электростанцию, ледоделательный завод, больницу. Предлагалось, что сообщение между частями поселения на склонах бухты будет, кроме пешеходных троп и экипажных дорог, осуществляться также канатными дорогами и фуникулёрами. Ещё И. А. Фомин спроектировал музейные объекты — Башню-музей и Замок молчания у «горы Арман».
Акционерами состояли известные деятели искусства И. Я. Билибин, В. В. Мате, А. Ф. Гауш, У. А. Боданинский, Д. С. Мережковский, В. В. Вересаев, Л. Д. Семёнов-Тяншанский, дирижёр С. А. Кусевицкий, Ф. И. Шаляпин, П. Я. Павлинов, профессора столичных университетов М. И. Ростовцев и С. С. Ольденбург. Также входила группа архитекторов, участвовавших в разработке программы создания курорта: И. П. Горленский, А. И. Зазерский, А. И. Клейн, Г. Д. Мозалевский, И. И. Поплавский, В. А. Покровский, И. В. Экскузович. Было довольно много инженеров-пайщиков, из которых особо выделялся профессор Горного института Императрицы Екатерины II Н. И. Эрраси, руководивший съёмкой плана имения.

## После революции
После окончательного установления советской власти в Крыму 17 ноября 1920 года, 16 декабря того же года приказом председателя Революционного комитета Крыма были изъяты «из частного владения как разных ведомств, так и частных лиц все имения Южного берега Крыма в районе от Судака до Севастополя включительно» и передавались в ведение специально созданного Управления Южсовхоза. Акты, составленные комиссией Южсовхоза по приёму имущества в Ласпи сейчас являются основным источником сведений о несостоявшемся проекте. Сотрудники имения, с надеждой сохранить в целости накопленное и наработанное имущество курорта (а разграбление всего принимало большие масштабы) оказывали содействие новой власти в учёте наследства.. Тогда же, в начале 1920-х годов, бывший заведующий акционерного общества города-сада «Ласпи» Г. Колпинский представил проект использования курорта, в котором писал
Если вопрос об устройстве здесь курорта, отвечающего высоким требованиям нарождающейся культуры, новой пролетарской культуры, не может быть … вами временно разрешен, то вопрос о наивыгоднейшей эксплуатации Ласпи должен быть в срочном порядке разрешен!
Но проект города-сада ни в каком виде при советской власти реализован не был.

## См также
- Город-сад